# Vi del Llenguadoc
El vi del Llenguadoc és un vi amb denominació d'origen (en francès Apellation d'Origine Contrôlée AOC) etiquetat sota la denominació languedoc.
L'àrea geogràfica de la denominació cobreix pràcticament la totalitat del vinyar del Llenguadoc-Rosselló: els departaments de l'Erau, Aude, els Pirineus Orientals i uns municipis del Gard. Aquesta denominació substitueix la de coteaux-du-languedoc des de 2007.
El nom de la denominació pot ser completat amb la menció primeur o nouveau, així que amb una de les denominacions geogràfiques següents: Cabrières, la-Clape, Grés de Montpellier, la Méjanelle, Montpeyroux, Pézenas, picpoul de Pinet, pic Saint-Loup, Quatourze, Saint-Christol, Saint-Drézéry, Saint-Georges-d'Orques, Saint-Saturnin, Sommières i Terrasses du Larzac.